# Phaea crocata
Phaea crocata är en skalbaggsart som beskrevs av Francis Polkinghorne Pascoe 1866. Phaea crocata ingår i släktet Phaea och familjen långhorningar.
Artens utbredningsområde är Panama. Inga underarter finns listade i Catalogue of Life.